# South West Island (ö i Australien, Northern Territory)
South West Island är en ö i Australien. Den ligger i territoriet Northern Territory, omkring 720 kilometer sydost om territoriets huvudstad Darwin. Arean är 81 kvadratkilometer. Den sträcker sig 12,5 kilometer i nord-sydlig riktning, och 10,5 kilometer i öst-västlig riktning.
Savannklimat råder i trakten. Genomsnittlig årsnederbörd är 1 313 millimeter. Den regnigaste månaden är januari, med i genomsnitt 432 mm nederbörd, och den torraste är augusti, med 1 mm nederbörd.